# Хелмно
Хѐлмно (на полски: Chełmno; на немски: Culm, Kulm; на латински: Culmen) е град в Северна Полша, Куявско-Поморско войводство. Административен център е на Хелмински окръг, както и на селската Хелминска община, без да е част от нея. Самият град е обособен в самостоятелна община с площ 13,86 км2.

## География
Градът е историческа столица на Хелминската земя. Разположен е близо до десния бряг на Висла, на 51 километра североизточно от Бидгошч, на 8 километра югоизточно от Швече и на 40 километра северозападно от Торун.

## История
Градът получава градски права през 1233 година. В периода 1975 – 1998 г. е част от Торунското войводство.

## Население
Населението на града възлиза на 19 911 души (2017 г.). Гъстотата е 1437 души/км2.

## Личности
- Хайнц Гудериан – немски генерал
- Курт Шумахер – немски политик
- Херман Льонс – немски журналист и писател

## Градове партньори
- Хан. Мюнден, Германия

## Галерия
- Избрани паметници от Хелмно
- Кметството[неработеща препратка]
- Центъра с кметството
- Крайбрежната[неработеща препратка] алея на Стария град
- Къщи[неработеща препратка] за гости в Стария град
- Къщи[неработеща препратка] за гости в Стария град
- Бивше[неработеща препратка] градско зърнохранилище
- Сграда[неработеща препратка] на полската пощенска служба
- Общинската[неработеща препратка] управа
- Бивш[неработеща препратка] комплекс на Кралската католическа гимназия, сега комплекс на общообразователно училище № 1
- Скамейка[неработеща препратка] на влюбените
- Кулата[неработеща препратка] на Местуин – градска отбранителна кула от XIII век на името на померанския принц Местуин
- Барутната[неработеща препратка] кула – построена в началото на XIII век, служилa за военни цели като склад за военно оборудване и производство на барут.
- Момина[неработеща препратка] кула – от XIV век
- Грудзиндзка[неработеща препратка] порта – от XIII век
- Грудзиндзка[неработеща препратка] порта – от XIII век

- Избрани църкви от Хелмно
- Доминиканската църква „Свети Петър и Свети Павел“
- Постфранцисканска[неработеща препратка] църква „Свети Яков и Свети Николай“
- Църква[неработеща препратка] „Успение на Пресвета Богородица“
- Манастир[неработеща препратка] на сестрите на милосърдието с църквата „Свети Йоан“
- „Църква[неработеща препратка] на Светия дух“